# Eddie Mathews
Edwin Lee Mathews (Texarkana, 13 ottobre 1931 – La Jolla, 18 febbraio 2001) è stato un giocatore di baseball e allenatore di baseball statunitense che ha giocato nel ruolo di terza base nella Major League Baseball (MLB). È stato introdotto nella National Baseball Hall of Fame nel 1978.

## Carriera
Mathews debuttò nella MLB nel 1952 con i Boston Braves, che l'anno successivo si trasferirono a Milwaukee. Per nove stagioni consecutive batté almeno 30 fuoricampo, guidando la National League nel 1953 e nel 1959. Coi Braves vinse le World Series 1957, in cui batté l'home run della vittoria nel decimo inning di gara 4 e realizzò l'ultimo putout della serie contro i New York Yankees.
Mathews è uno dei due giocatori ad avere battuto almeno un fuoricampo a testa nella stessa partita con un compagno di squadra per 50 volte: vi è riuscito con Hank Aaron 75 volte e con Joe Adcock 56 volte. Willie Mays è l'altro giocatore, con Willie McCovey (68) e Orlando Cepeda (50). Tra il 1954 e il 1966 assieme ad Aaron batterono 863 fuoricampo (Aaron 442, Mathews 421), superando il record per due compagni di squadra precedentemente detenuto dal duo degli Yankees formato da Babe Ruth e Lou Gehrig.
Nel 1967 Mathews fu scambiato con gli Houston Astros, con cui batté il 500º fuoricampo in carriera, e nello stesso anno con i Detroit Tigers, con cui vinse le World Series 1968 prima di ritirarsi a fine anno. Mathews in carriera non fu mai premiato come MVP ma si classificò due volte secondo dietro a Roy Campanella nel 1953 e ad Ernie Banks nel 1959. Nel 1999, The Sporting News lo inserì al 63º posto nella classifica dei migliori cento giocatori di tutti i tempi

## Palmarès

### Club
- World Series: 2

Milwaukee Braves: 1957
Detroit Tigers: 1968

### Individuale
- MLB All-Star: 12

1953, 1955–1961², 1962²
- Leader della National League in fuoricampo: 2

1953, 1959
- Numero 41 ritirato dagli Atlanta Braves